# Karl Ludwig Böhme
Karl Ludwig Böhme (* 1. August 1803 in Eppelheim; † 19. Oktober 1869 in Bruchsal) war ein deutscher Verwaltungsbeamter und Parlamentarier.

## Leben
Nach dem Besuch des Gemeinschaftlichen Gymnasiums in Heidelberg studierte Karl Ludwig Böhme von 1820 bis 1824 an der Ruprecht-Karls-Universität Heidelberg Philosophie und Rechtswissenschaften. 1821 wurde er Mitglied des Corps Suevia Heidelberg. 1824 wurde er Rechtspraktikant, war kurzzeitig Anwalt in Müllheim und wurde dort 1830 Amtsassessor, 1832 Amtmann in Hornberg und 1836 Oberamtmann des Bezirksamts Lörrach. 1842 erfolgte seine Ernennung zum Oberamtmann des Bezirksamts Lahr. Bereits 1843 wurde er Oberamtmann des Bezirksamts Pforzheim. 1844 wurde er zum Stadtdirektor und Amtsvorstand des Bezirksamts Heidelberg nach Heidelberg berufen. 1846 wurde er Direktor des Evangelischen Oberkirchenrats in Karlsruhe. Von 1849 bis 1860 war er Regierungsdirektor bei der Kreisregierung des Unterrheinkreises in Mannheim und während der Zeit des Kriegszustands in Baden außerordentlicher Landeskommissär des Unterrheinkreises. Von 1864 bis zu seinem Tod 1869 war er, nachdem die Kreisregierungen durch Landeskommissärbezirke ersetzt worden waren, Direktor des Verwaltungshofs in Bruchsal.

## Abgeordneter
Böhme gehörte von 1842 bis 1845 und von 1847 bis 1854 der Zweiten Kammer der Ständeversammlung des Großherzogtums Baden an, im ersten Zeitraum für den Amtwahlbezirk 17 (Ämter Triberg, Hornberg, Wolfach und Haslach), im zweiten Zeitraum für den Amtwahlbezirk 36 (Amt Neckarbischofsheim und Orte des Amts Mosbach). 1854 war er Mitglied des Landständischen Ausschusses.
1850 war Böhme Mitglied des Staatenhauses des Erfurter Unionsparlaments. Er war von der Großherzoglicher Regierung ernannter Abgeordneter Badens.

## Auszeichnungen
- Ernennung zum Geheimen Rat 2. Klasse, 1860
- Ritterkreuz des Ordens vom Zähringer Löwen, 1841
- Kommandeurskreuz 2. Klasse des Ordens vom Zähringer Löwen, 1851